# Reményi Antal (helytörténész)
Reményi Antal (Márkó, 1926. szeptember 17. – Pula, 2009. november 23.) pulai polgármester, igazgató-tanító, kántortanító, néprajzi-helytörténeti kutató.

## Életpálya
Márkón született 1926. szeptember 17-én. Édesapja Reményi János MÁV üzemi altiszt volt, édesanyja Léber Erzsébet háztartásbeli asszony. Feleségével Molnár Borbálával 4 gyermeket neveltek, közös gyermekük az 1953-ban született Anna, 3 nevelt lányuk Steixner Katalin, Steixner Piroska és Steixner Mária Terézia.
Tanulmányait 1941-től Győrben a Királyi Katolikus Líceum és Tanítóképző Intézetben végezte majd 1945-46-ban a veszprémi angolkisasszonyok Sancta Maria Líceum és Tanítóképzőjében folytatta.
Miután befejezte tanulmányait 1946-48 között Hidegkúton kántor-tanítóként dolgozott és 1947-től népművelési ügyvezető is volt, majd ezután költözött Pulára, ahol 1951-től 1975-ig igazgató-tanító volt a helyi iskolában és ugyancsak 1951-től művelődésiotthon-igazgató volt egészen 1990-ig. 1975 és 1987 között Nagyvázsonyban is volt művelődésiház-igazgató.

## Egyéb fontos tevékenységei
Pulán a jelentős közösség fejlesztő tevékenységeinek köszönhetően 1990-ben a falu megválasztotta polgármesternek, amely posztot 1996-ig töltött be.
De tevékenységei nem csak Pulához köthetőek, hiszen 1976-tól a Nemzetiségi Munkabizottság elnöke és 1985-88 között pedig a Népművelők Egyesület Országos Elnökségének a tagja és megyei elnöke.
Reményi Antalt a legtöbben Tóni bácsiként ismerték, aki ismerte elmondhatja, hogy egy mindig jó kedélyű társaságkedvelő ember volt, nagyon szerette a történelmet, de azon belül is Pula történelme érdekelte a legjobban. Amikor a pulai lakosok találkoztak vele az utcán biztos nem hagyta szó nélkül a találkozást. Tehát, ahogy Toldi Éva is nevezte, ő volt „Pula nagy öregje”.

## Művei
- Erdők között élünk. = Veszprém Megyei Honismereti Tanulmányok II. 1973.
- Pula története. (Társszerző.) Pula, 1996.
- Pula 250 évének változásaiból. = Veszprém Megyei Honismereti Tanulmányok, XIX., 2000. Dolgozatok: Főzzünk magyar népi ételeket. (Országos dicséret.) 1943.
- Erdők között élünk. (Megyei díj.) 1972.
- A régi öregek mondták (Megyei díj.) 1973.
- Egy aprófalu harmadfél évszázados változásai. (Országos különdíj.) 2000. Pula–Náczihegyi Tükör-Spiegel (Szerkesztő) 1990-től.

## Cikkek, tanulmányok
- Rögzített gondolatok – felkérésre. = Hírmondó, 1986. 1. sz.
- Önéletrajz önvallomással. = Egyesületi tájékoztató, 1985. nov.
- Wer trägt die Verantwortung? = Neue Zeitung, 1987. febr. 17., A Napló különböző számaiban is jelentek meg írásai.